# Hoofdklasse hockey dames 2016/17
Het seizoen 2016/17 was de 36ste editie van de Nederlandse dameshoofdklasse hockey. De reguliere competitie was van start gegaan op zondag 11 september 2016 en met een winterstop tussen 13 november 2016 en 26 februari 2017 is de competitie geëindigd op zondag 7 mei 2017. Aansluitend vonden de play-offs plaats voor het landskampioenschap.
Den Bosch veroverde haar 18de landstitel en 4de op een rij door Amsterdam in de finale te verslaan. Na twaalf seizoenen in de Hoofdklasse degradeerde Pinoké met nog een speelronde te gaan voor het einde van de competitie rechtstreeks. In navolging degradeerde ook MOP door verlies in de play-outs.

## Clubs
De clubs die dit seizoen aantreden:
| Club        | Stad              | Accommodatie                | Coach           |
| ----------- | ----------------- | --------------------------- | --------------- |
| Amsterdam   | Amsterdam         | Wagener-stadion             | Rick Mathijssen |
| Bloemendaal | Bloemendaal       | Sportpark 't Kopje          | Teun de Nooijer |
| Den Bosch   | 's-Hertogenbosch  | Sportpark Oosterplas        | Raoul Ehren     |
| Groningen   | Haren             | Sportpark "De Harener Holt" | Marc Materek    |
| hdm         | Den Haag          | Sportpark Duinzigt          | Erik van Driel  |
| Hurley      | Amsterdam         | Sportpark Amsterdamse Bos   | Jorge Nolte     |
| Kampong     | Utrecht           | Sportpark Maarschalkerweerd | Santi Freixa    |
| Laren       | Laren             | Sportpark Eemnesserweg      | Donald Drost    |
| MOP         | Vught             | Sportpark Bergenshuizen     | Karel Alferink  |
| Oranje-Rood | Eindhoven         | Sportpark Aalsterweg        | Toon Siepman    |
| Pinoké      | Amsterdam         | Sportpark Amsterdamse Bos   | Robert Justus   |
| SCHC        | De Bilt/Bilthoven | Sportpark Kees Boekelaan    | Tina Bachmann   |

## Ranglijst

### Eindstand
|     | club        | gs | w  | g | v  | pnt | dv | dt | ds  |
| --- | ----------- | -- | -- | - | -- | --- | -- | -- | --- |
| 1.  | Den Bosch   | 22 | 19 | 3 | 0  | 60  | 67 | 13 | +54 |
| 2.  | SCHC        | 22 | 17 | 3 | 2  | 54  | 59 | 14 | +45 |
| 3.  | Amsterdam   | 22 | 14 | 3 | 5  | 45  | 49 | 15 | +34 |
| 4.  | Oranje-Rood | 22 | 12 | 1 | 9  | 37  | 51 | 29 | +22 |
| 5.  | Laren       | 22 | 10 | 7 | 5  | 37  | 40 | 28 | +12 |
| 6.  | Kampong     | 22 | 10 | 2 | 10 | 32  | 42 | 46 | -4  |
| 7.  | hdm         | 22 | 7  | 4 | 11 | 25  | 27 | 38 | -11 |
| 8.  | Hurley      | 22 | 5  | 9 | 8  | 24  | 25 | 40 | -15 |
| 9.  | Groningen   | 22 | 4  | 7 | 11 | 19  | 21 | 38 | -17 |
| 10. | Bloemendaal | 22 | 4  | 3 | 15 | 15  | 20 | 53 | -33 |
| 11. | MOP         | 22 | 4  | 3 | 15 | 15  | 17 | 61 | -44 |
| 12. | Pinoké      | 22 | 1  | 5 | 16 | 8   | 15 | 58 | -43 |

### Legenda
| Kleur | Kwalificatie voor                                                                        |
| ----- | ---------------------------------------------------------------------------------------- |
|       | Eerste plaats + Landskampioen na play-offs, plaatsing EuroHockey Club Champions Cup 2018 |
|       | Verliezend finalist play-offs, plaatsing EuroHockey Club Champions Cup 2018              |
|       | Play-offs om het landskampioenschap                                                      |
|       | Play-offs tegen degradatie naar de overgangsklasse                                       |
|       | Degradatie naar de overgangsklasse na verlies in de Play-offs                            |
|       | Degradatie naar de overgangsklasse                                                       |

Informatie: Wanneer de kampioen van de reguliere competitie ook 
landskampioen wordt na play-offs dan gaat het tweede Europese ticket
naar de verliezend finalist van die play-offs.

## Uitslagen reguliere competitie
De thuisspelende ploeg staat in de linkerkolom.
|             | AMS | BLO | DBO | GRO | HDM | HUR | KAM | LAR | MOP | ORA | PIN | SCH |
| ----------- | --- | --- | --- | --- | --- | --- | --- | --- | --- | --- | --- | --- |
| Amsterdam   |     | 4–0 | 0–0 | 2–0 | 6–0 | 0–0 | 1–0 | 5–1 | 1–0 | 1–2 | 4–1 | 1–0 |
| Bloemendaal | 0–2 |     | 0–4 | 1–0 | 0–0 | 2–4 | 3–5 | 1–3 | 3–0 | 0–4 | 1–1 | 0–4 |
| Den Bosch   | 1–0 | 5–0 |     | 4–0 | 2–1 | 5–0 | 2–0 | 4–0 | 5–0 | 2–1 | 8–1 | 1–1 |
| Groningen   | 0–4 | 1–1 | 1–2 |     | 0–0 | 1–1 | 1–1 | 1–1 | 1–0 | 4–2 | 1–1 | 1–3 |
| hdm         | 0–3 | 2–1 | 1–4 | 0–1 |     | 2–2 | 3–1 | 2–0 | 3–1 | 1–2 | 2–0 | 0–3 |
| Hurley      | 2–4 | 1–2 | 1–1 | 1–0 | 3–1 |     | 2–4 | 1–1 | 0–0 | 0–5 | 0–0 | 0–2 |
| Kampong     | 3–2 | 2–1 | 1–4 | 3–2 | 3–0 | 4–1 |     | 1–3 | 4–0 | 0–5 | 3–0 | 1–4 |
| Laren       | 0–0 | 4–1 | 1–2 | 3–0 | 2–0 | 1–2 | 1–1 |     | 7–0 | 3–1 | 1–0 | 0–0 |
| MOP         | 1–6 | 1–0 | 2–3 | 1–5 | 0–2 | 1–1 | 3–2 | 1–1 |     | 2–1 | 1–0 | 1–5 |
| Oranje-Rood | 1–0 | 2–0 | 0–4 | 6–1 | 1–1 | 0–1 | 4–1 | 1–2 | 4–1 |     | 3–0 | 0–2 |
| Pinoké      | 1–3 | 2–3 | 0–1 | 0–0 | 0–4 | 2–2 | 0–2 | 2–3 | 3–1 | 0–5 |     | 0–4 |
| SCHC        | 2–0 | 2–0 | 2–3 | 1–0 | 3–2 | 2–0 | 4–0 | 2–2 | 4–0 | 3–1 | 6–1 |     |

## Topscorers
Bijgewerkt t/m 7 mei 2017
| pos | Speler             | Club        | tot.' | vd' | sc' | sb' |
| --- | ------------------ | ----------- | ----- | --- | --- | --- |
| 1.  | Maartje Paumen     | Den Bosch   | 23    | 0   | 21  | 2   |
| 2.  | Yibbi Jansen       | Oranje Rood | 20    | 2   | 17  | 1   |
| 3.  | Caia van Maasakker | SCHC        | 19    | 0   | 16  | 3   |
| 4.  | Sophie Bray        | Kampong     | 16    | 16  | 0   | 0   |
| 5.  | Lieke van Wijk     | Laren       | 13    | 1   | 11  | 1   |

## Play offs landskampioenschap

### Halve finales
1e wedstrijd
| 14 mei 2017 12:30 UTC+2 |       |                           |                                                                                       |
| Oranje-Rood             | 0 – 2 | Den Bosch                 | Sportpark Aalsterweg, Eindhoven Scheidsrechters: Caroline Brunekreef Laurens Hendrikx |
|                         |       | 18(sc)' Keetels 63' Matla | Sportpark Aalsterweg, Eindhoven Scheidsrechters: Caroline Brunekreef Laurens Hendrikx |

| 14 mei 2017 12:30 UTC+2 |       |             |                                                                                     |
| Amsterdam               | 0 – 1 | SCHC        | Wagener-stadion, Amstelveen Scheidsrechters: Karen Dollé Barry Plaisant van der Wal |
|                         |       | 63' Wijsman | Wagener-stadion, Amstelveen Scheidsrechters: Karen Dollé Barry Plaisant van der Wal |

2e wedstrijd
| 20 mei 2017 12:30 UTC+2                                   |       |             |                                                                                         |
| Den Bosch                                                 | 5 – 0 | Oranje-Rood | Sportpark Oosterplas, 's-Hertogenbosch Scheidsrechters: Fanneke Alkemade Lisette Baljon |
| Paumen 12 (sc)', 32 (sc)' Burg 34' Keil 40' Krekelaar 60' |       |             | Sportpark Oosterplas, 's-Hertogenbosch Scheidsrechters: Fanneke Alkemade Lisette Baljon |

| 20 mei 2017 12:30 UTC+2                                   |       |                                    |                                                                                       |
| SCHC                                                      | 1 – 1 | Amsterdam                          | Sportpark Kees Boekelaan, Bilthoven Scheidsrechters: Sophie Bockelmann Claire Druijts |
| Van Maasakker 50 (sc)'                                    |       | 69 (sc)' Vega                      | Sportpark Kees Boekelaan, Bilthoven Scheidsrechters: Sophie Bockelmann Claire Druijts |
| Shoot-out                                                 |       |                                    | Sportpark Kees Boekelaan, Bilthoven Scheidsrechters: Sophie Bockelmann Claire Druijts |
| Dirkse van den Heuvel Jaspers Drost Verhage Van Maasakker | 3 – 4 | Müller Lambers Verschoor Stam Hoog | Sportpark Kees Boekelaan, Bilthoven Scheidsrechters: Sophie Bockelmann Claire Druijts |

3e wedstrijd

| 21 mei 2017 12:30 UTC+2 |       |            |                                                                                           |
| SCHC                    | 0 – 1 | Amsterdam  | Sportpark Kees Boekelaan, Bilthoven Scheidsrechters: Fanneke Alkemade Caroline Brunekreef |
|                         |       | 9' Deetman | Sportpark Kees Boekelaan, Bilthoven Scheidsrechters: Fanneke Alkemade Caroline Brunekreef |

### Finale
| 25 mei 2017 12:30 UTC+2 |       |               | |
| Amsterdam               | 0 – 1 | Den Bosch     | Wagener-stadion, Amstelveen Scheidsrechters: Lisette Baljon Claire Druijts Nicole Wajer (video umpire) |
|                         |       | 41' Krekelaar | Wagener-stadion, Amstelveen Scheidsrechters: Lisette Baljon Claire Druijts Nicole Wajer (video umpire) |

| 27 mei 2017 15:35 UTC+2         |       |               | |
| Den Bosch                       | 2 – 1 | Amsterdam     | Sportpark Oosterplas, 's-Hertogenbosch Scheidsrechters: Caroline Brunekreef Fanneke Alkemade Claire Druijts (video umpire) |
| Van der Hoek 19' Verbruggen 50' |       | 53 (sc)' Vega | Sportpark Oosterplas, 's-Hertogenbosch Scheidsrechters: Caroline Brunekreef Fanneke Alkemade Claire Druijts (video umpire) |

## Promotie/degradatie play-offs
Play outs 11de/Vice-kampioen Overgangsklasse
| Datum                        | Wedstrijd      | Uitslag | Scoreverloop                                                                           | Scheidsrechters                            |
| ---------------------------- | -------------- | ------- | -------------------------------------------------------------------------------------- | ------------------------------------------ |
| 3 juni 2017, 12:30, Nijmegen | Nijmegen - MOP | 2 – 1   | 5' Mathilde Hotting 0-1, 38' Klaartje Mientjes 1-1, 61' Catherine Maas 2-1.            | Fanneke Alkemade Maurits van den Wall Bake |
| 10 juni 2017, 12:30, Vught   | MOP - Nijmegen | 1 – 1   | 55'(sc) Lotte van Dongen 1-0, 68' Senna Bombach 1-1. Nijmegen wint na shoot-outs: 1-3. | Lisette Baljon Sophie Bockelmann           |

Play outs 10de/Beste 2de Overgangsklasse
| Datum                            | Wedstrijd         | Uitslag | Scoreverloop | Scheidsrechters                             |
| -------------------------------- | ----------------- | ------- | --- | ------------------------------------------- |
| 3 juni 2017, 12:30, Wassenaar    | HGC - Bloemendaal | 3 – 2   | 4'(sc) Melle Spruijt 0-1, 14' Karlijn Scheepens 1-1, 16' Josien Galama 1-2, 28'(sc) Elselieke van Aken 2-2, 38' Anne Abendroth 3-2.         | Karen Dollé Lisette Feuth                   |
| 10 juni 2017, 12:30, Bloemendaal | Bloemendaal - HGC | 2 – 0   | 37' Josien Galama 1-0, 68' Josien Galama 2-0.                                                                                               | Fanneke Alkemade Maartje de Bruijn          |
| 11 juni 2017, 15:00, Wassenaar   | HGC - Bloemendaal | 2 – 3   | 10' Joëlle Ketting 0-1, 11' Anna van den Putten 1-1, 22'(sc) Damy Sistermans 2-1, 34' Josien Galama 2-2, 67'(sc) Kate Richardson-Walsh 2-3. | Maurits van den Wall Bake Sophie Bockelmann |

Resultaat: Bloemendaal en Nijmegen naar de Hoofdklasse 2017/18. MOP degradeert naar de Overgangsklasse 2017/18.
Nederlands landskampioenschap

1921/22 ·
1922/23 ·
1923/24 ·
1924/25 ·
1925/26 ·
1926/27 ·
1927/28 ·
1928/29 ·
1929/30 ·
1930/31 ·
1931/32 ·
1932/33 ·
1933/34 ·
1934/35 ·
1935/36 ·
1936/37 ·
1937/38 ·
1938/39 ·
1939/40 ·
1940/41 ·
1941/42 ·
1942/43 ·
1943/44 ·
1944/45 ·
1945/46 ·
1946/47 ·
1947/48 ·
1948/49 ·
1949/50 ·
1950/51 ·
1951/52 ·
1952/53 ·
1953/54 ·
1954/55 ·
1955/56 ·
1956/57 ·
1957/58 ·
1958/59 ·
1959/60 ·
1960/61 ·
1961/62 ·
1962/63 ·
1963/64 ·
1964/65 ·
1965/66 ·
1966/67 ·
1967/68 ·
1968/69 ·
1969/70 ·
1970/71 ·
1971/72 ·
1972/73 ·
1973/74 ·
1974/75 ·
1975/76 ·
1976/77 ·
1977/78 ·
1978/79 ·
1979/80 ·
1980/81
Hoofdklasse dames

1981/82 · 
1982/83 · 
1983/84 · 
1984/85 · 
1985/86 · 
1986/87 · 
1987/88 · 
1988/89 · 
1989/90 · 
1990/91 · 
1991/92 · 
1992/93 · 
1993/94 · 
1994/95 · 
1995/96 · 
1996/97 · 
1997/98 · 
1998/99 · 
1999/00 · 
2000/01 · 
2001/02 · 
2002/03 · 
2003/04 · 
2004/05 · 
2005/06 · 
2006/07 · 
2007/08 · 
2008/09 · 
2009/10 · 
2010/11 · 
2011/12 · 
2012/13 ·
2013/14 ·
2014/15 ·
2015/16 ·
2016/17 ·
2017/18 ·
2018/19 ·
2019/20 ·
2020/21 ·
2021/22 ·
2022/23 ·
2023/24 ·
2024/25 ·
Nederlandse competities: Hoofdklasse (zaal) · Promotieklasse · Overgangsklasse · Eerste klasse · Tweede klasse · Derde klasse · Vierde klasse · Gold Cup · Silver Cup

Nederlands kampioenschap: Lijst van Nederlandse landskampioenen hockey · Lijst van Nederlandse landskampioenen zaalhockey

Europese competities: Euro Hockey League · Europacup I · Europa Cup II · Europacup zaalhockey